# Huang Xu
|  | Aquest article tracta sobre el gimnasta xinès. Vegeu-ne altres significats a «Xu Huang». |

Huang Xu   (Nantong, 4 de febrer de 1979), en xinès simplificat: 黄旭; xinès tradicional: 黃旭; pinyin: Huáng Xù, és un gimnasta artístic xinès, ja retirat, que va competir a finals del segle XX i començaments del XXI. S'especialitzà en elcavall amb arcs i les barres paral·leles.

## Carrera esportiva
Va participar, als 21 anys, en els Jocs Olímpics d'Estiu de 2000 realitzats a Sydney (Austràlia), on aconseguí guanyar la medalla d'or en la competició masculina per equips i finalitzà setè en la prova de barres paral·leles, aconseguint així un diploma olímpic. En els Jocs Olímpics d'Estiu de 2004 realitzats a Atenes (Grècia) finalitzà quart en la prova de cavall amb arcs i cinquè en la prova per equips com a resultats més destacats, aconseguint en ambdues proves diploma olímpic.
En els Jocs Olímpics d'Estiu de 2008 realitzats a Pequín (República Popular de la Xina) revalidà el títol per equips obtinguts vuit anys abans i finalitzà sisè en la prova de barres paral·leles.
Al llarg de la seva carrera ha guanyat cinc medalles en el Campionat del Món de gimnàstica artística, quatre medalles d'or i una de plata. Als Jocs Asiàtics guanyà set medalles, cinc d'or, una de plata i una de bronze.